# Mistrzostwa Polski Seniorów w Lekkoatletyce 2014
90. Mistrzostwa Polski Seniorów w Lekkoatletyce – zawody lekkoatletyczne, które odbyły się między 29 a 31 lipca 2014 w Szczecinie.
Organizatora mistrzostw Zarząd Polskiego Związku Lekkiej Atletyki wybrał 20 września 2013.
Zawody w Szczecinie były ostatnimi, na których zawodnicy mogli wypełnić minima na Mistrzostwa Europy odbywające się w połowie sierpnia w Zurychu.

## Rezultaty

### Mężczyźni
| Konkurencja                   | 1. miejsce                                                                                | Rezultat  | 2. miejsce                                                                                | Rezultat   | 3. miejsce                                                                         | Rezultat   |
| Bieg na 100 m                 | Karol Zalewski KS AZS UWM Olsztyn                                                         | 10,29 SB  | Robert Kubaczyk WKS Śląsk Wrocław                                                         | 10,37 SB   | Adam Pawłowski SL Olimpia Poznań                                                   | 10,42 PB   |
| Bieg na 200 m                 | Karol Zalewski KS AZS UWM Olsztyn                                                         | 20,80     | Jakub Adamski OŚ AZS Poznań                                                               | 21,03 SB   | Artur Zaczek OŚ AZS Poznań                                                         | 21,12 SB   |
| Bieg na 400 m                 | Jakub Krzewina WKS Śląsk Wrocław                                                          | 45,11 =PB | Łukasz Krawczuk WKS Śląsk Wrocław                                                         | 45,65 PB   | Rafał Omelko KS AZS AWF Wrocław                                                    | 45,66 PB   |
| Bieg na 800 m                 | Adam Kszczot RKS Łódź                                                                     | 1:47,07   | Marcin Lewandowski SL WKS Zawisza Bydgoszcz                                               | 1:47,35    | Artur Kuciapski AZS AWF Warszawa                                                   | 1:47,92    |
| Bieg na 1500 m                | Marcin Lewandowski SL WKS Zawisza Bydgoszcz                                               | 3:41,57   | Bartosz Nowicki WKS Śląsk Wrocław                                                         | 3:42,77 SB | Dawid Waloski WKS Wawel Kraków                                                     | 3:43,85 PB |
| Bieg na 5000 m                | Krystian Zalewski UKS Barnim Goleniów                                                     | 14:16,48  | Adam Czerwiński WKS Wawel Kraków                                                          | 14:17,33   | Damian Roszko KS Podlasie Białystok                                                | 14:19,97   |
| Bieg na 3000 m z przeszkodami | Krystian Zalewski UKS Barnim Goleniów                                                     | 8:23,41   | Mateusz Demczyszak WKS Śląsk Wrocław                                                      | 8:26,19    | Łukasz Parszczyński KS Podlasie Białystok                                          | 8:31,68    |
| Bieg na 110 m przez płotki    | Artur Noga KS AZS AWF Kraków                                                              | 13,51 SB  | Dominik Bochenek SL WKS Zawisza Bydgoszcz                                                 | 13,52      | Damian Czykier KS Podlasie Białystok                                               | 13,73      |
| Bieg na 400 m przez płotki    | Patryk Dobek SKLA Sopot                                                                   | 49,65     | Robert Bryliński OŚ AZS Poznań                                                            | 50,47 PB   | Jakub Smoliński RLTL ZTE Radom                                                     | 50,62 PB   |
| Sztafeta 4 × 100 m            | OŚ AZS Poznań Artur Szczęśniak Jakub Adamski Artur Zaczek Krzysztof Grześkowiak           | 40,52 SB  | KS Podlasie Białystok Łukasz Wilamowski Grzegorz Kossakowski Kamil Bijowski Kamil Kryński | 40,65      | KS AZS AWF Kraków Maciej Brzeziński Piotr Matyja Arnold Zdebiak Mateusz Jędrusik   | 40,66 SB   |
| Sztafeta 4 × 400 m            | WKS Śląsk Wrocław Bartłomiej Chojnowski Marcin Marciniszyn Łukasz Krawczuk Jakub Krzewina | 3:06,54   | AZS AWF Katowice Marcin Londzin Michał Pietrzak Paweł Gwiazdoń Rafał Smoleń               | 3:08,98 SB | KS AZS AWF Wrocław Mateusz Kozłowski Tomasz Sieradzan Kamil Podsiadło Rafał Omelko | 3:09,73    |
| Chód na 20 km                 | Łukasz Nowak OŚ AZS Poznań                                                                | 1:22:10   | Rafał Fedaczyński AZS AWF Katowice                                                        | 1:22:25    | Rafał Augustyn OTG Sokół Mielec                                                    | 1:22:34    |
| Skok wzwyż                    | Sylwester Bednarek RKS Łódź                                                               | 2,25 =SB  | Wojciech Theiner AZS AWF Katowice                                                         | 2,25       | Piotr Śleboda GKS Olimpia Grudziądz                                                | 2,19 SB    |
| Skok o tyczce                 | Robert Sobera KS AZS AWF Wrocław                                                          | 5,60      | Piotr Lisek OSOT Szczecin Paweł Wojciechowski SL WKS Zawisza Bydgoszcz                    | 5,50       |                                                                                    |            |
| Skok w dal                    | Tomasz Jaszczuk MKS Pogoń Siedlce                                                         | 8,15 PB   | Adrian Strzałkowski MKS Aleksandrów Łódzki                                                | 8,02 PB    | Michał Łukasiak AZS AWF Warszawa                                                   | 7,67       |
| Trójskok                      | Karol Hoffmann MKS Aleksandrów Łódzki                                                     | 16,64 SB  | Adrian Świderski WKS Śląsk Wrocław                                                        | 15,90      | Maksym Sypniewski KS AZS AWF Biała Podlaska                                        | 15,87 SB   |
| Pchnięcie kulą                | Tomasz Majewski AZS-AWF Warszawa                                                          | 20,29     | Jakub Szyszkowski WKS Śląsk Wrocław                                                       | 19,45      | Dominik Witczak RLTL ZTE Radom                                                     | 19,31      |
| Rzut dyskiem                  | Piotr Małachowski WKS Śląsk Wrocław                                                       | 64,15     | Robert Urbanek MKS Aleksandrów Łódzki                                                     | 63,69      | Wojciech Praczyk WKS Śląsk Wrocław                                                 | 60,41      |
| Rzut młotem                   | Paweł Fajdek KS Agros Zamość                                                              | 78,80     | Wojciech Nowicki KS Podlesie Białystok                                                    | 76,14 PB   | Szymon Ziółkowski OŚ AZS Poznań                                                    | 74,72      |
| Rzut oszczepem                | Łukasz Grzeszczuk RKS Skra Warszawa                                                       | 81,40     | Marcin Krukowski KS Warszawianka                                                          | 78,15      | Paweł Roziński SKLA Słupsk                                                         | 76,96      |

### Kobiety
| Konkurencja                   | 1. miejsce                                                                             | Rezultat    | 2. miejsce                                                                                | Rezultat   | 3. miejsce                                                                                      | Rezultat    |
| Bieg na 100 m                 | Anna Kiełbasińska AZS AWF Warszawa                                                     | 11,50 PB    | Marta Jeschke SKLA Sopot                                                                  | 11,65      | Małgorzata Kołdej KS Agros Zamość                                                               | 11,67 SB    |
| Bieg na 200 m                 | Ewelina Ptak WKS Śląsk Wrocław                                                         | 23,68 SB    | Martyna Dąbrowska UKS 19 Bojary Białystok                                                 | 23,88      | Martyna Opoń OŚ AZS Poznań                                                                      | 23,98 SB    |
| Bieg na 400 m                 | Małgorzata Hołub KL Bałtyk Koszalin                                                    | 51,95 PB    | Justyna Święty AZS AWF Katowice                                                           | 52,34      | Patrycja Wyciszkiewicz SL Olimpia Poznań                                                        | 52,45       |
| Bieg na 800 m                 | Joanna Jóźwik AZS-AWF Warszawa                                                         | 2:02,27     | Angelika Cichocka ULKS Talex Borzytuchom                                                  | 2:02,73    | Paulina Mikiewicz KS Podlasie Białystok                                                         | 2:03,87     |
| Bieg na 1500 m                | Angelika Cichocka ULKS Talex Borzytuchom                                               | 4:09,19     | Renata Pliś MKL Maraton Świnoujście                                                       | 4:09,97    | Danuta Urbanik KKS Victoria Stalowa Wola                                                        | 4:10,16     |
| Bieg na 5000 m                | Justyna Korytkowska LŁKS Prefbet Śniadowo Łomża                                        | 16:13,98 PB | Wioletta Frankiewicz KS AZS AWF Kraków                                                    | 16:15,51   | Agnieszka Mierzejewska MKS-MOS Płomień Sosnowiec                                                | 16:15,66 SB |
| Bieg na 3000 m z przeszkodami | Katarzyna Kowalska LKS Vectra Włocławek                                                | 9:51,84     | Matylda Kowal CWKS Resovia Rzeszów                                                        | 9:54,89    | Justyna Korytkowska LŁKS Prefbet Śniadowo Łomża                                                 | 9:55,77 SB  |
| Bieg na 100 m przez płotki    | Karolina Kołeczek UKS Trójka Sandomierz                                                | 13,09       | Julia Rządzińska AZS Łódź                                                                 | 13,62 PB   | Katarzyna Świostek AZS-AWF Warszawa                                                             | 13,74       |
| Bieg na 400 m przez płotki    | Joanna Linkiewicz KS AZS AWF Wrocław                                                   | 55,98 PB    | Emilia Ankiewicz AZS-AWF Warszawa                                                         | 56,73 PB   | Joanna Banach UKS Młodzik Warszawa                                                              | 57,44       |
| Sztafeta 4 × 100 m            | SKLA Sopot Katarzyna Wesołowska Paulina Klawiter Karolina Tymińska Zuzanna Leszczyńska | 45,64       | KS AZS AWF Wrocław Katarzyna Romaszko Weronika Wedler Angelika Stępień Agata Forkasiewicz | 45,77      | KS AZS AWF Kraków Katarzyna Trzop Katarzyna Chmielewska Karolina Jerzmanowska Agnieszka Ligięza | 46,45       |
| Sztafeta 4 × 400 m            | KS AZS-AWF Warszawa Weronika Wyka Emilia Ankiewicz Joanna Jóźwik Anna Kiełbasińska     | 3:37,28 SB  | KS AZS-AWF Katowice Monika Mochnia Tina Matusińska Monika Szczęsna Justyna Święty         | 3:37,74 SB | KS AZS AWF Kraków Kamilia Hayder Katarzyna Chmielewska Karolina Jerzmanowska Klaudia Żurek      | 3:42,62 SB  |
| Chód na 20 km                 | Agnieszka Dygacz AZS-AWF Katowice                                                      | 1:32:42     | Paulina Buziak OTG Sokół Mielec                                                           | 1:33:15    | Katarzyna Burghardt RTLE ZTE Radom                                                              | 1:34:24     |
| Skok wzwyż                    | Justyna Kasprzycka KS AZS AWF Wrocław                                                  | 1,95        | Kamila Lićwinko KS Podlasie Białystok                                                     | 1,92       | Urszula Domel KS AZS AWF Wrocław                                                                | 1,89 =PB    |
| Skok o tyczce                 | Anna Rogowska SKLA Sopot                                                               | 4,30        | Olga Frąckowiak AZS-AWFiS Gdańsk                                                          | 4,10 =PB   | Aleksandra Wiśnik OSOT Szczecin                                                                 | 4,10 =PB    |
| Skok w dal                    | Teresa Dobija AZS Łódź                                                                 | 6,63        | Anna Jagaciak-Michalska MKS Juvenia Puszczykowo                                           | 6,59 SB    | Karolina Zawiła KS AZS AWF Kraków                                                               | 6,37        |
| Trójskok                      | Anna Jagaciak-Michalska MKS Juvenia Puszczykowo                                        | 14,06       | Małgorzata Trybańska KS AZS AWF Kraków                                                    | 13,74 SB   | Martyna Bielawska AZS Łódź                                                                      | 13,65 SB    |
| Pchnięcie kulą                | Paulina Guba OKS Start Otwock                                                          | 16,70 SB    | Agnieszka Maluśkiewicz OŚ AZS Poznań                                                      | 16,20      | Anna Wloka LUKS Podium Kup                                                                      | 16,15       |
| Rzut dyskiem                  | Żaneta Glanc OŚ AZS Poznań                                                             | 60,15       | Joanna Wiśniewska LKS Polkowice                                                           | 59,81      | Karolina Makul WKS Śląsk Wrocław                                                                | 58,92 PB    |
| Rzut młotem                   | Anita Włodarczyk RKS Skra Warszawa                                                     | 75,85       | Joanna Fiodorow OŚ AZS Poznań                                                             | 67,89      | Malwina Kopron OŚ AZS Poznań                                                                    | 65,80       |
| Rzut oszczepem                | Urszula Jakimowicz SKLA Sopot                                                          | 55,77       | Barbara Madejczyk LKS Jantar Ustka                                                        | 54,53      | Marta Kąkol AZS-AWFiS Gdańsk                                                                    | 53,24       |

## Chód na 50 km
Zawody o mistrzostwo Polski mężczyzn w chodzie na 50 kilometrów odbyły się w słowackiej miejscowości Dudince 22 marca w ramach mityngu Dudinská Päťdesiatka.
| Konkurencja   | 1. miejsce                      | Rezultat | 2. miejsce                 | Rezultat | 3. miejsce                     | Rezultat |
| Chód na 50 km | Rafał Augustyn OTG Sokół Mielec | 3:45:32  | Adrian Błocki MKL Szczecin | 3:52:07  | Rafał Sikora KS AZS AWF Kraków | 3:55:11  |

## Maraton
84. mistrzostwa Polski mężczyzn w biegu maratońskim rozegrane zostały 13 kwietnia 2014 w Warszawie w ramach drugiej edycji Orlen Warsaw Marathon.
34. mistrzostwa Polski kobiet w biegu maratońskim rozegrane zostały 6 kwietnia w ramach 41. maratonu w Dębnie.
| Konkurencja            | 1. miejsce                          | Rezultat | 2. miejsce                                   | Rezultat | 3. miejsce                            | Rezultat |
| Mężczyźni (13.04.2014) | Henryk Szost Grunwald Poznań        | 2:08:55  | Emil Dobrowolski LŁKS Prefbet Śniadowo Łomża | 2:14:39  | Błażej Brzeziński Śląsk Wrocław       | 2:15:04  |
| Kobiety (6.04.2014)    | Arleta Meloch GKS Olimpia Grudziądz | 2:43:02  | Ewa Brych-Pająk CKS Budowlani Częstochowa    | 2:50:13  | Anna Celińska KS Sprint Bielsko-Biała | 2:53:17  |

## Bieg na 10 km
Mistrzostwa Polski kobiet w biegu ulicznym na 10 kilometrów zostały rozegrane 18 maja w Bielsku-Białej. Mistrzostwa mężczyzn rozegrane zostały 2 sierpnia w Gdańsku.
| Konkurencja | 1. miejsce                             | Rezultat | 2. miejsce                              | Rezultat | 3. miejsce                                   | Rezultat |
| Mężczyźni   | Artur Kozłowski MULKS MOS Sieradz      | 30:10    | Szymon Kulka ULKS Lipinki               | 30:15    | Emil Dobrowolski LŁKS Prefbet Śniadowo Łomża | 30:20    |
| Kobiety     | Iwona Lewandowska LKS Vectra Włocławek | 33:20    | Katarzyna Kowalska LKS Vectra Włocławek | 33:22    | Monika Stefanowicz WKS Grunwald Poznań       | 34:21    |

## Bieg na 10 000 m
Mistrzostwa Polski w biegu na 10 000 metrów zostały rozegrane 25 maja w Postominie.
| Konkurencja | 1. miejsce                               | Rezultat    | 2. miejsce                             | Rezultat    | 3. miejsce                                      | Rezultat |
| Mężczyźni   | Yared Shegumo AZS-AWF Warszawa           | 30:18,77    | Adam Nowicki MKL Szczecin              | 30:19,47 PB | Marek Kowalski SKLA Sopot                       | 30:22,83 |
| Kobiety     | Marta Krawczyńska LLKS Smętowo Graniczne | 34:41,81 PB | Monika Stefanowicz WKS Grunwald Poznań | 34:42,12    | Justyna Korytkowska LŁKS Prefbet Śniadowo Łomża | 35:21,03 |

## Wieloboje
Mistrzostwa Polski w wielobojach zostały rozegrane 7 i 8 czerwca w Zgorzelcu.
| Konkurencja             | 1. miejsce                          | Rezultat  | 2. miejsce                                | Rezultat     | 3. miejsce                                             | Rezultat     |
| Dziesięciobój Mężczyźni | Paweł Wiesiołek KS Warszawianka     | 7593 pkt. | Marcin Przybył AZS-AWF Warszawa           | 7130 pkt.    | Krzysztof Plaskota AZS KU Politechniki Opolskiej Opole | 6896 pkt.    |
| Siedmiobój Kobiety      | Agnieszka Borowska LKS Zantyr Sztum | 5471 pkt. | Edyta Kulmaczewska UKS Misiaczki Pruszków | 5256 pkt. PB | Marlena Maj AZS-AWF Warszawa                           | 5231 pkt. PB |

## Bieg na 5 km
3. mistrzostwa Polski w biegu ulicznym na 5 kilometrów zostały rozegrane 14 czerwca w Warszawie.
| Konkurencja | 1. miejsce                                | Rezultat | 2. miejsce                                       | Rezultat | 3. miejsce                                      | Rezultat |
| Mężczyźni   | Łukasz Parszczyński KS Podlasie Białystok | 13:51    | Artur Kozłowski MULKS MOS Sieradz                | 14:06    | Łukasz Kujawski SKLA Sopot                      | 14:08    |
| Kobiety     | Iwona Lewandowska LKS Vectra Włocławek    | 15:54    | Agnieszka Mierzejewska MKS-MOS Płomień Sosnowiec | 16:30    | Justyna Korytkowska LŁKS Prefbet Śniadowo Łomża | 16:42    |

## Półmaraton
Mistrzostwa Polski w półmaratonie zostały rozegrane 7 września w Pile.
| Konkurencja | 1. miejsce                                 | Rezultat | 2. miejsce                              | Rezultat | 3. miejsce                          | Rezultat |
| Mężczyźni   | Adam Nowicki MKL Szczecin                  | 1:06:17  | Paweł Ochal LŁKS Prefbet Śniadowo Łomża | 1:06:56  | Wojciech Kopeć AZS UWM Olsztyn      | 1:07:29  |
| Kobiety     | Sylwia Ejdys-Tomaszewska WKS Śląsk Wrocław | 1:16:41  | Izabela Trzaskalska AZS UMCS Lublin     | 1:16:51  | Aleksandra Lisowska AZS UWM Olsztyn | 1:19:55  |

## Biegi przełajowe
Mistrzostwa Polski w biegach przełajowych zostały rozegrane 29 listopada w Krakowie. Kobiety startowały na dystansie 4 kilometrów i 8 kilometrów, a mężczyźni na 4 kilometry i na 10 kilometrów.
| Konkurencja       | 1. miejsce                              | Rezultat | 2. miejsce                                   | Rezultat | 3. miejsce                                    | Rezultat |
| Mężczyźni (4 km)  | Mateusz Demczyszak WKS Śląsk Wrocław    | 11:11    | Artur Olejarz MKL Szczecin                   | 11:15    | Piotr Łobodziński LŁKS Prefbet Śniadowo Łomża | 11:34    |
| Mężczyźni (10 km) | Krzysztof Gosiewski LKS Ostromecko      | 29:29    | Emil Dobrowolski LŁKS Prefbet Śniadowo Łomża | 29:44    | Jakub Nowak LŁKS Prefbet Śniadowo Łomża       | 29:47    |
| Kobiety (4 km)    | Mariola Ślusarczyk UKS Victoria Józefów | 13:17    | Urszula Nęcka MKS-MOS Płomień Sosnowiec      | 13:20    | Katarzyna Broniatowska AZS AWF Kraków         | 13:25    |
| Kobiety (8 km)    | Iwona Lewandowska LKS Vectra Włocławek  | 26:13    | Katarzyna Kowalska LKS Vectra Włocławek      | 26:35    | Izabela Trzaskalska AZS UMCS Lublin           | 27:45    |